# Lurrie Bell
Lurrie Bell, (Chicago, 1958. december 13. –) bluesgitáros és énekes. Édesapja a híres blues harmonikás Carey Bell volt. Apja után 2024-ben őt is beiktatták a Blues Hall of Fame tagjai közé.

## Pályafutása
Bell hatévesen kezdett gitározni. Csodagyerek volt. Tinédzser korában már a chicagói blues legendáival, köztük Eddy Clearwaterrel, Big Walter Hortonnal és Eddie Taylorral lépett fel. Az 1970-es évek közepén csatlakozott a Koko Taylor's Blues Machine-hez, és négy évig velük turnézott. 1977-ben apja „Heartaches and Pain” című albumán debütált, továbbá Eddie C. Campbell „King of the Jungle” című lemezén is játszott. Ekkortájt alapította meg a The Sons of Blues együttest FFBilly Branch]] szájharmonikással. A zenekar felvételei közül három szám szerepelt az Alligator Records Living Chicago Blues Vol. című válogatásban, amelyet 1978-ban adták ki.
1989-ben jelent meg első önálló munkája, az „Everybody Wants To Win” (JSP Records). Bár Bell karrierje jó irányba haladt, és a blues fiatal csodagyerekeként felhívta a bluesrajongók figyelmét világszerte, sok éven át küzdött érzelmi problémákkal és a kábítószerrel. 1995-ben állt talpra a sikeres „Mercurial Son” című albummal. Ezt követően albumok sorozatát adta ki, és egyre gyakrabban kezdett fellépni chicagoi klubokban és a bluesfesztiválokon.
Bell szerepel a Gettin' Up – Live at Buddy Guy's Legends, Rosa and Lurrie's Home című 2007-es CD- és DVD-kiadásban, ahol apjával, Carey-vel játszik. Nem sokkal a megjelenés után Carey Bell meghalt (2007).

## Albumok

### Szóló
- 1989: Everybody Wants To Win
- 1995: Mercurial Son
- 1997: 700 Blues
- 1997: Young Man's Blues
- 1998: Kiss Of Sweet Blues
- 1998: The Blues Caravan Live At Pit Inn 1982
- 1999: Blues Had A Baby
- 2001: Cutting Heads
- 2007: Let's Talk About Love
- 2012: The Devil Ain’t Got No Music
- 2013: Blues in my Soul
- 2016: Can't Shake This Feeling

### Carey Bellel
- 1977: Heartaches and Pain
- 1982: Going on Main Street
- 1984: Son of a Gun
- 1986 Straight Shoot
- 1990: Dynasty
- 1994: Harpmaster
- 1995: Deep Down
- 1997: Father & Son The Blues Collection
- 2004: Second Nature
- 2007: Gettin' Up, Live at Buddy Guy's Legends, Rosa's and Lurrie's Home

### Másokkal
- 1981: American Folk Blues Festival '81
- 1982: The Sons of Blues Live '82
- 1982: Chicago's Young Blues Generation és Billy Branch
- 1994: Be Careful How You Vote és Sunnyland Slim
- 1998: Chicago's Hottest Guitars: Chicago Blues Session, Vol. 25 és Phil Guy
- 2009: Live at Chan's: Combo Platter No. 2 (és Nick Moss & The Flip Tops)
- 2009: Chicago Blues A Living History és Billy Branch, John Primer, Billy Boy Arnold

## Díjak
- 2007: Living Blues Awards
- 2008: Living Blues Awards
- 2012: Palmarès 2012 de l'Académie du Jazz
- 2015: Lurrie Bell named „Best Traditional Male Blues Artist” – Blues Music Awards
- 3 Grammy-díj jelölés

- 2014-ben Bell Blues Music Award-ot nyert a „Blues in My Soul” című számmal (Song of the Year).). Négy másik kategóriában is jelölték hasonló díjra. 2015-ben Bell Blueszenei Díjat nyert a „Traditional Blues Male Artist” kategóriában.
- Bell 2016-os „Can't Shake This Feeling” című albumát Grammy-díjra jelölték (a legjobb hagyományos bluesalbum kategória). Matthew Skoller szájharmonikája kiemelkedő szerepet kapott az albumon.

## Fordítás
Ez a szócikk részben vagy egészben  a   Lurrie Bell című angol Wikipédia-szócikk ezen változatának fordításán alapul.  Az eredeti cikk szerkesztőit annak laptörténete sorolja fel. Ez a jelzés csupán a megfogalmazás eredetét és a szerzői jogokat jelzi, nem szolgál a cikkben szereplő információk forrásmegjelöléseként.